# شوغونية أشيكاغا
شوغونية أشيكاغا (足利幕府) أو حكومة موروماتشي (Muromachi bakufu) كانت ثاني حكومة شوغونية (عسكرية) تحكم اليابان بعد شوغونية كاماكورا. تأسست في عام 1336 على يد أشيكاغا تاكا-أوجي (Ashikaga Takauji)، واستمرت حتى عام 1573 عندما أطيح بآخر حكامها، أشيكاغا يوشياكي (Ashikaga Yoshiaki)، على يد أودا نوبوناغا، أحد أمراء الحرب البارزين في فترة السينغوكو. استمدت الشوغونية اسمها من منطقة موروماتشي في كيوتو، حيث أقام الشوغون مقر حكمهم.

### الخلفية التاريخية
قبل تأسيس شوغونية أشيكاغا، كانت اليابان تحت حكم شوغونية كاماكورا، التي تأسست بعد انتصار عشيرة ميناموتو في الحرب الأهلية المعروفة باسم حرب غينبي (Genpei War). ولكن بحلول أوائل القرن الرابع عشر، بدأت سلطة شوغونية كاماكورا في التدهور بسبب النزاعات الداخلية بين العشائر الحاكمة وتحديات جديدة من الأباطرة الطموحين.
في هذا الوقت، حاول الإمبراطور غو-دايغو استعادة الحكم الإمبراطوري المباشر في فترة تُعرف بـ"استعادة كينمو" (Kemmu Restoration) عام 1333، لكنه واجه معارضة من العديد من الساموراي وأمراء الحرب. وكان من بين أولئك الذين ساعدوه في البداية أشيكاغا تاكاوجي، الذي انقلب فيما بعد على الإمبراطور وأسس شوغونية أشيكاغا بعد طرده لقوات الإمبراطور من كيوتو عام 1336.

### تأسيس الشوغونية
في عام 1336، وبعد هزيمة القوات الإمبراطورية الموالية لغو-دايغو، أسس أشيكاغا تاكا-أوجي حكومة جديدة تحت قيادته كشوغون، ليصبح بذلك أول شوغون في سلالة أشيكاغا. كان مقر الحكم في البداية في كيوتو، لكن تم نقل مقر الحكومة لاحقًا إلى منطقة موروماتشي، وهو الاسم الذي ارتبط فيما بعد بهذه الشوغونية.
على الرغم من أن الشوغونية استمرت لفترة طويلة، إلا أن سلطة الشوغونات كانت محدودة إلى حد كبير بسبب النزاعات المستمرة مع العشائر الإقطاعية القوية والاضطرابات الداخلية. كانت فترة الشوغونية مزيجًا من القوة المركزية المتزعزعة والفوضى السياسية التي أدت في النهاية إلى اندلاع فترة سينغوكو (Sengoku)، فترة الدول المتحاربة.

### النظام السياسي
مثل شوغونية كاماكورا، كانت شوغونية أشيكاغا تعتمد على النظام الإقطاعي حيث كان الـ"داي-ميو" (اللوردات الإقطاعيون) يحكمون المناطق المختلفة في اليابان ويقدمون الولاء للشوغون. كان لكل داي-ميو جيش خاص به وسلطة في إدارته الإقليمية، مما جعل السلطة المركزية للشوغون ضعيفة نسبيًا. كانت العلاقة بين الشوغون والإمبراطور تتسم بالتوتر في كثير من الأحيان، حيث احتفظ الإمبراطور بدور رمزي بينما تولى الشوغون السلطة العسكرية والإدارية الفعلية.

### الحروب الأهلية والتحديات السياسية
كانت فترة حكم شوغونية أشيكاغا مليئة بالصراعات العسكرية الداخلية، وكان أبرزها حرب أونين (Ōnin War) التي استمرت من 1467 إلى 1477. بدأت هذه الحرب كصراع على خلافة الشوغون لكنها تحولت إلى حرب أهلية واسعة النطاق بين العشائر المتنافسة. كانت الحرب بمثابة بداية لفترة سينغوكو (Sengoku Jidai) أو "فترة الدول المتحاربة"، وهي فترة من الاضطرابات السياسية والعسكرية استمرت حتى توحيد اليابان في أواخر القرن السادس عشر.
الحرب دمرت كيوتو بالكامل تقريبًا، وأضعفت سلطة الشوغون بشكل كبير. من الناحية العملية، أصبح الداي-ميو هم الحكام الفعليون لمناطقهم، بينما أصبح الشوغون مجرد رمز للقوة، بدون تأثير فعلي على الأمور السياسية والعسكرية.

### الثقافة في عهد شوغونية أشيكاغا
رغم الفوضى السياسية، شهدت فترة حكم شوغونية أشيكاغا ازدهارًا ثقافيًا كبيرًا، ويُطلق على هذه الحقبة أيضًا فترة موروماتشي (Muromachi Period). تأثرت الثقافة بشكل كبير بالبوذية الزِّنية (Zen Buddhism)، مما انعكس على الفنون مثل الرسم، والعمارة، وفن الشاي (茶の湯، Chanoyu).
1. الحدائق الزنية: أصبحت الحدائق اليابانية ذات الطابع الزني مشهورة في تلك الفترة. كانت تعكس هذه الحدائق فلسفة الزن البسيطة والهادئة.
2. فن الشاي: ازدهر خلال هذه الفترة وأصبح جزءًا مهمًا من الثقافة اليابانية التقليدية، حيث تطورت طقوس تقديم الشاي إلى فن بحد ذاته.
3. الفن والأدب: ازدهرت الفنون الزنية مثل الرسم بالفرشاة، والخط الياباني. اشتهرت أعمال الرسامين مثل كانو ماسانوبو (Kano Masanobu) الذي أسس مدرسة كانو للرسم، وهي مدرسة فنية استمرت لعقود عديدة بعد فترة موروماتشي.

### تراجع شوغونية أشيكاغا
مع مرور الوقت، ضعفت شوغونية أشيكاغا بشكل كبير بسبب الفوضى المستمرة والحروب الأهلية. في عام 1573، انتهت الشوغونية فعليًا عندما قام أمير الحرب الشهير أودا نوبوناغا (Oda Nobunaga) بإطاحة الشوغون الأخير أشيكاغا يوشياكي (Ashikaga Yoshiaki)، ونفى الشوغون من كيوتو. كان هذا الحدث بمثابة النهاية الرسمية لشوغونية أشيكاغا وبداية عملية توحيد اليابان تحت قيادة أمراء الحرب.

### الشوغونات البارزة
على مدار ما يقرب من 240 عامًا من حكم شوغونية أشيكاغا، برز العديد من الشوغونات، منهم:
1. أشيكاغا تاكاوجي (Ashikaga Takauji): مؤسس الشوغونية وأول شوغون من أسرة أشيكاغا.
2. أشيكاغا يوشيميتسو (Ashikaga Yoshimitsu): الشوغون الثالث والذي اشتهر بمهاراته الدبلوماسية وقدرته على استعادة بعض السيطرة المركزية. خلال عهده، بلغت الشوغونية ذروة قوتها.
3. أشيكاغا يوشيماسا (Ashikaga Yoshimasa): الشوغون الثامن الذي كانت فترة حكمه هي بداية حرب أونين، مما أدى إلى ضعف الشوغونية بشكل كبير.

### إرث شوغونية أشيكاغا
رغم ضعف السلطة السياسية لشوغونية أشيكاغا، إلا أن فترة حكمها تُعتبر إحدى الفترات المحورية في تاريخ اليابان. تركت شوغونية أشيكاغا إرثًا ثقافيًا غنيًا يتجلى في الفنون اليابانية والعمارة وطقوس الشاي، بالإضافة إلى تأثيرها في الفلسفة البوذية الزِّنية التي أصبحت جزءًا لا يتجزأ من الثقافة اليابانية.
كما أن الفترة التي تلت انهيار الشوغونية ساعدت في توحيد اليابان في عهد أمراء الحرب الكبار مثل أودا نوبوناغا، تويوتومي هيده-يوشي، وتوكوغاوا إياسو، مؤسس شوغونية توكوغاوا التي جلبت السلام والاستقرار لليابان لمدة تزيد عن 250 عامًا.